# Tenembak Bintang
Tenembak Bintang is een bestuurslaag in het regentschap Aceh Tenggara van de provincie Atjeh, Indonesië. Tenembak Bintang telt 391 inwoners (volkstelling 2010).